# Crenans
Crenans ist eine Gemeinde im französischen Département Jura in der Region Bourgogne-Franche-Comté.

## Geographie
Crenans liegt auf 660 m, etwa 13 Kilometer nordwestlich der Stadt Saint-Claude (Luftlinie). Das Dorf erstreckt sich im Jura, auf einem Plateau am Westfuß der bewaldeten Hochjuraketten, östlich des Lac de Vouglans.
Die Fläche des 8,82 km² großen Gemeindegebiets umfasst einen Abschnitt des französischen Juras. Der westliche Teil wird vom Plateau von Crenans und vom sanft gegen Westen zum Plateau von Charchilla abfallenden Hang eingenommen. Nach Osten erstreckt sich das Gemeindeareal über einen Steilhang auf die Krete der Fyète, auf der mit 899 m die höchste Erhebung von Crenans erreicht wird. Sie wird durch eine Talmulde vom östlich gelegenen Kamm der Höhe von Moirans (bis 880 m) getrennt. Ganz im Süden reicht der Gemeindeboden bis zum Mont Saint-Christophe. Das Gemeindegebiet ist Teil des Regionalen Naturparks Haut-Jura (frz.: Parc naturel régional du Haut-Jura).
Zu Crenans gehören der Weiler Coulouvre (718 m) am Westfuß der Fyète sowie einige Einzelhöfe. Nachbargemeinden von Crenans sind Meussia im Norden, Moirans-en-Montagne im Osten und Süden sowie Charchilla im Westen.

## Geschichte
Das Gemeindegebiet von Crenans war bereits in gallorömischer Zeit besiedelt. Erstmals urkundlich erwähnt wird der Ort im 13. Jahrhundert. Im 14. Jahrhundert gehörte Crenans zur Kastlanei von Charchilla. Zusammen mit der Franche-Comté gelangte das Dorf mit dem Frieden von Nimwegen 1678 an Frankreich. Zu einer Gebietsveränderung kam es 1822, als das vorher selbständige Coulouvre nach Crenans eingemeindet wurde.

## Bevölkerung
| Jahr                       | 1962 | 1968 | 1975 | 1982 | 1990 | 1999 | 2006 | 2017 |
| Einwohner                  | 131  | 127  | 123  | 171  | 201  | 220  | 236  | 239  |
| Quellen: Cassini und INSEE |      |      |      |      |      |      |      |      |

Mit 231 Einwohnern (Stand 1. Januar 2022) gehört Crenans zu den kleinen Gemeinden des Départements Jura. Nachdem die Einwohnerzahl in der ersten Hälfte des 20. Jahrhunderts stets im Bereich von rund 140 Personen gelegen hatte, wurde seit Mitte der 1970er Jahre eine deutliche Bevölkerungszunahme verzeichnet.

## Wirtschaft und Infrastruktur
Crenans war bis weit ins 20. Jahrhundert hinein ein vorwiegend durch die Landwirtschaft sowie durch die Forstwirtschaft geprägtes Dorf. Daneben gibt es heute einige Betriebe des lokalen Kleingewerbes. Mittlerweile hat sich das Dorf auch zu einer Wohngemeinde gewandelt. Viele Erwerbstätige sind Wegpendler, die in den größeren Ortschaften der Umgebung ihrer Arbeit nachgehen.
Die Ortschaft liegt abseits der größeren Durchgangsstraßen. Die Hauptzufahrt erfolgt von Charchilla an der D470 (Lons-le-Saunier–Saint-Claude). Weitere Straßenverbindungen bestehen mit Moirans-en-Montagne und Les Crozets.

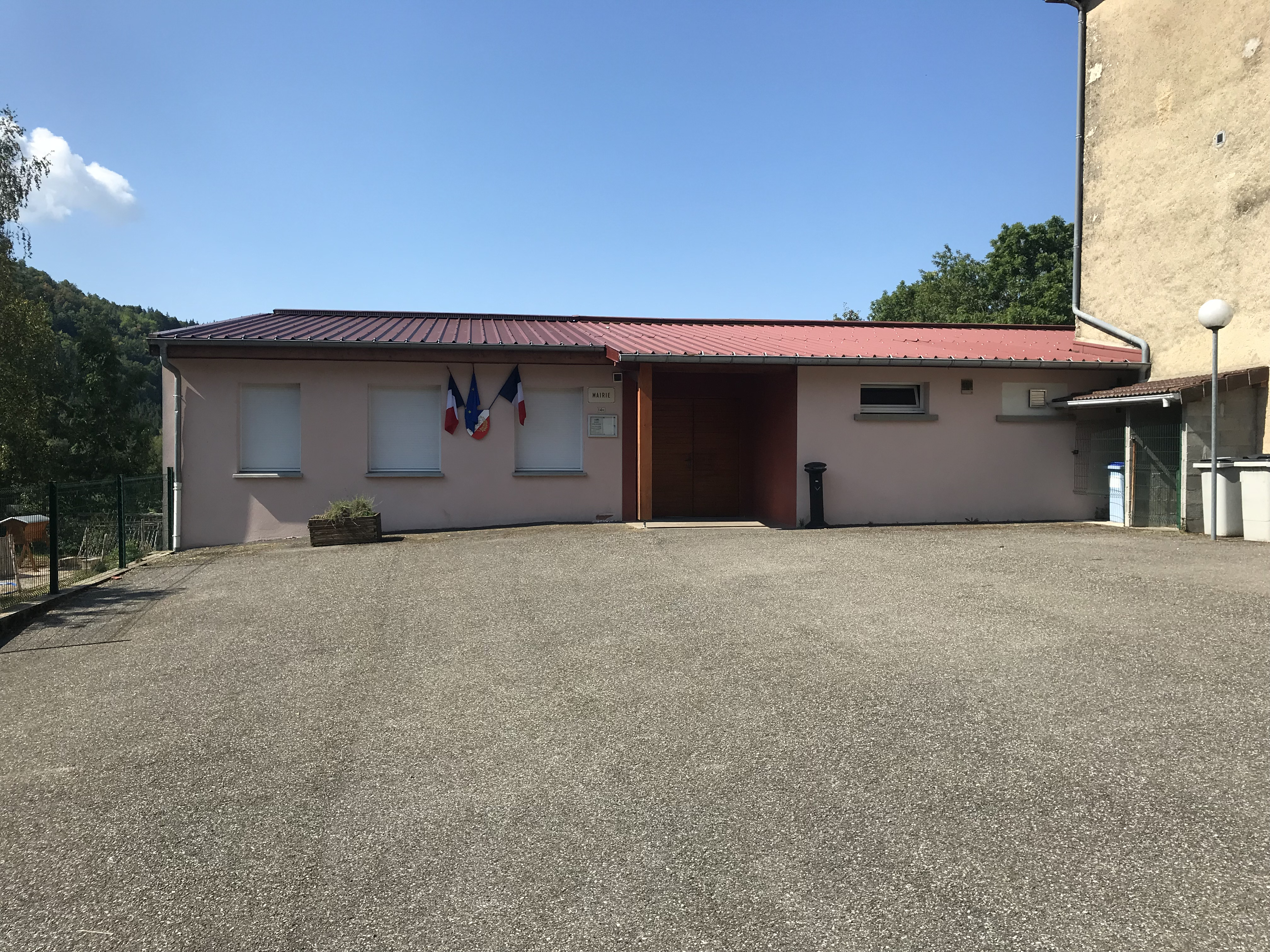
Mairie Crenans
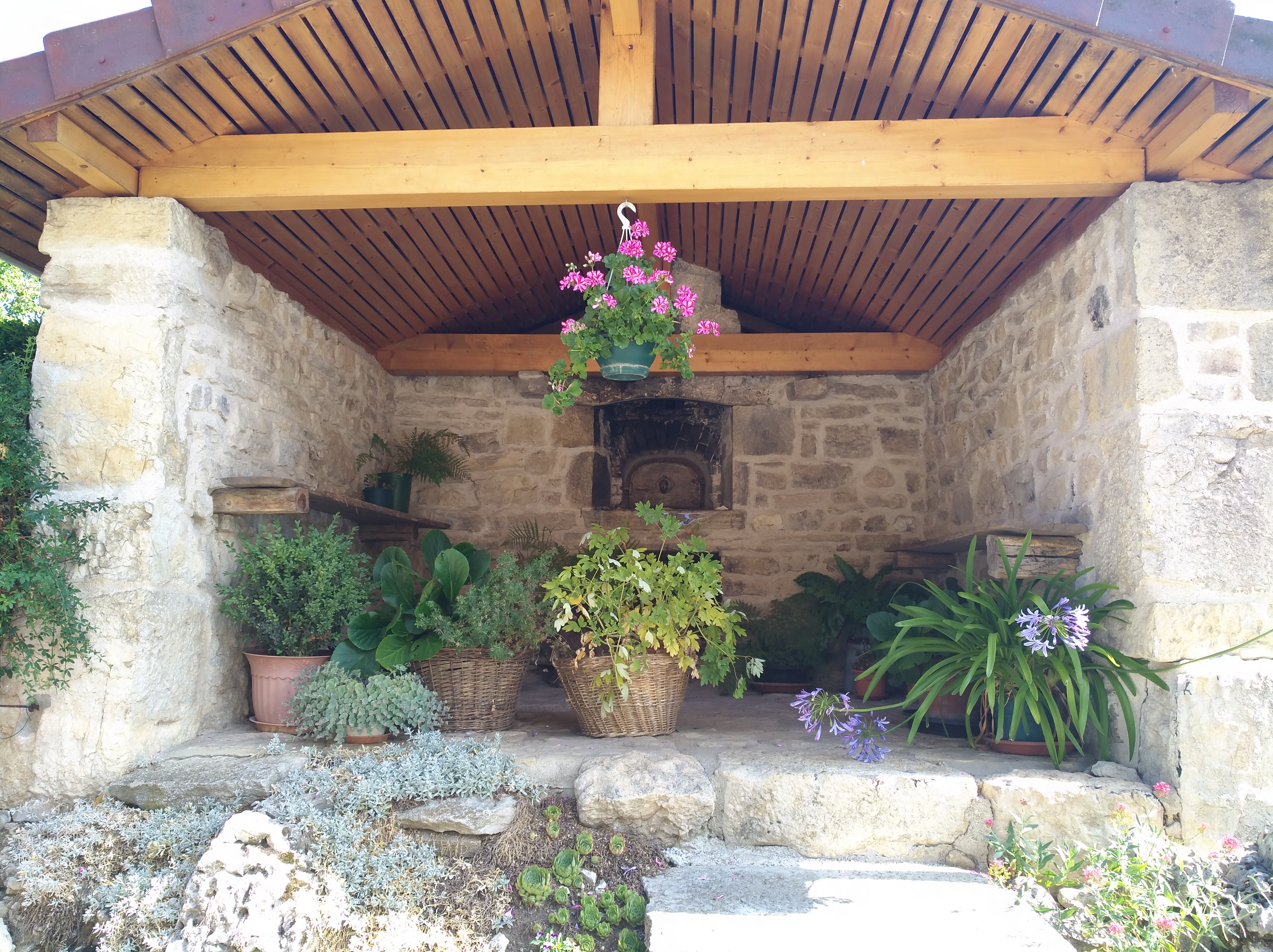
Ehemaliges Waschhaus
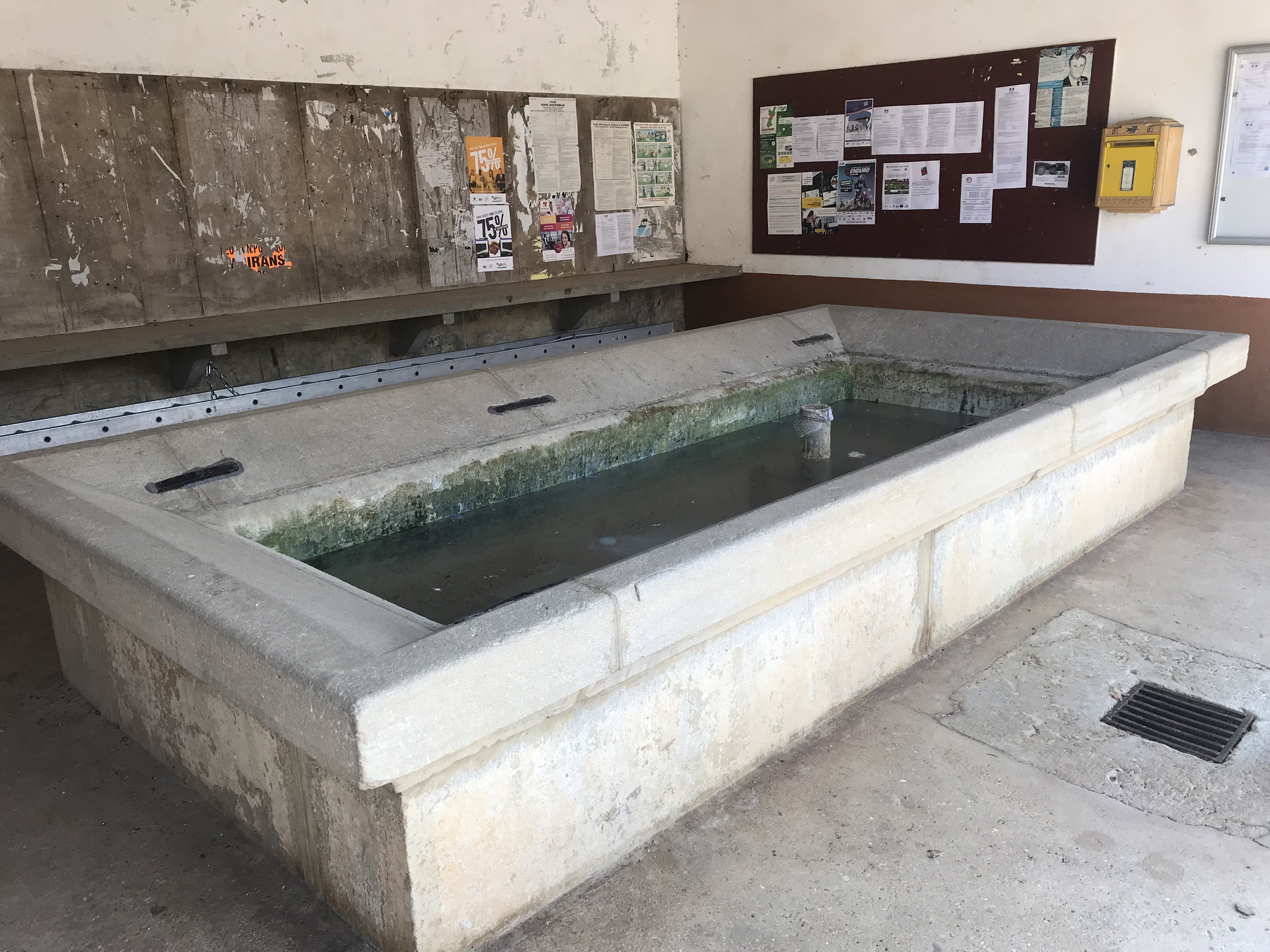
Ehemaliges Waschhaus